# Liste des biens d'intérêt culturel d'Espagne
Cet article recense un certain nombre de biens d'intérêt culturel d'Espagne.

## Liste
Liste subdivisée par communauté autonome et, le cas échéant, par province.
- Andalousie :
  - Almería (es)
    - Arènes d'Almería, 2021.
    - château de Guardias Viejas, El Ejido, 1985.
    - Los Millares, Santa Fe de Mondújar.
    - Phare de San Telmo, Almeria, 1985.

  - Cadix (es)
    - Château de Santa Catalina, Cadix, 1993.
    - Château, Castellar de la Frontera, 1963.
    - Château, Olvera, 1982.
    - Château, Trebujena, 1993.
    - Église Notre-Dame-de-la-Paume, Algésiras, 1992.
    - Tour des Adalides, Algésiras, 1985.
    - Ancien hôtel de ville, Jerez de la Frontera, 1943.

  - Cordoue (es)
    - Château d'Iznájar, 1993.
    - Palais de la Merced, Cordoue, 2008.
    - Palais de Viana, Cordoue, 1981.
    - Palais des Villalones, Cordoue, 2002.
    - Porte du Pont, Cordoue, 1931.

  - Grenade (es)
  - Huelva (es)
  - Jaén (es)
  - Malaga (es)
  - Séville (es)

- Aragon :
  - Huesca
  - Saragosse (es)
  - Teruel (es)

- Asturies (es)

- Îles Baléares (es)

- Îles Canaries :
  - Palmas (es)
  - Santa Cruz Tenerife (es)

- Cantabrie :
  - Cantabrie (es)

- Castille-et-León :
  - Ávila (es)
  - Burgos (es)
  - León (es)
  - Palencia (es)
  - Salamanque (es)
  - Ségovie (es)
  - Soria (es)
  - Valladolid (es)
  - Zamora (es)

- Castille-La Manche :
  - Albacete (es)
  - Ciudad Real (es)
  - Cuenca (es)
  - Guadalajara (es)
  - Tolède (es)

- Catalogne :
  - Barcelone (es)
  - Gérone (es)
  - Lérida (es)
  - Tarragone (es)

- Ceuta (es)

- Estrémadure :
  - Badajoz (es)
  - Cáceres (es)

- Galice :
  - Corogne (es)
  - Lugo (es)
  - Ourense (es)
  - Pontevedra (es)

- Communauté de Madrid (es)

- Melilla

- Région de Murcie (es)

- Navarre (es)

- Pays basque :
  - Alava (es)
  - Biscaye (es)
  - Guipuscoa (es)

- La Rioja (es)

- Communauté valencienne :
  - Alicante (es)
  - Castellón (es)
  - Valence (es)